# Sava, Litija
Sava je naselje v Občini Litija. Leži na levem bregu reke Save in je po cesti najlažje dostopna preko lesenega mostu čez reko Savo iz odseka magistralne ceste Litija-Trbovlje.